# Alistair Overeem
Alistair Cees Overeem (pronunție în neerlandeză [ˈoːvəreːm]; n. 17 mai 1980) este un fost luptător de arte marțiale mixte și kickboxer neerlandez. Este fost campion al Strikeforce Heavyweight Champion, Dream Heavyweight Champion, K-1 World Grand Prix Champion, și este singurul luptător care a deținut ambele titluri în MMA și K-1 în același timp.

## Campionate și titluri

### Kickboxing
- K-1
  - K-1 2009 World Grand Prix (locul trei)
  - K-1 2010 World Grand Prix (campion)

### Arte marțiale mixte
- Ultimate Fighting Championship
  - Performance of the Night (o dată)
  - Fight of the Night (o dată)
- Strikeforce
  - Strikeforce Heavyweight Championship (One time; First; Last; Only)
  - One successful title defence
- PRIDE Fighting Championships
  - 2005 PRIDE Middleweight Grand Prix Semifinalist
- DREAM
  - DREAM Interim Heavyweight Championship (One time; First; Last; Only)
- 2 Hot 2 Handle
  - 2H2H Light Heavyweight Championship (o dată)
  - 2H2H Light Heavyweight Tournament Winner
- World MMA Awards
  - 2010 International Fighter of the Year
  - 2011 International Fighter of the Year
- Sherdog
  - 2010 All-Violence Second Team[3]
  - 2015 All-Violence Third Team[4]

### Submission grappling
- ADCC Submission Wrestling World Championship
  - 2005 ADCC European Trials -98.9 kg Winner[5]

### Records
- Unicul luptător în a deține trei centuri în același timp[6] (Strikeforce, K1 and Dream)
- Unul din cei doi luptători în a câștiga un campionat mondial în MMA și K-1.[7]

## Rezultate în MMA
| Rezultate profesioniste |             |               |
| 65 meciuri              | 46 victorii | 18 înfrângeri |
| Prin knockout           | 24          | 14            |
| Prin predare            | 17          | 1             |
| La puncte               | 5           | 3             |
| Nu s-a disputat         | 1           | 1             |

| Rezultat   | La general | Adversar                 | Metodă                                    | Eveniment                                          | Data               | Runda | Timp | Locația                                  | Note                                                      |
| ---------- | ---------- | ------------------------ | ----------------------------------------- | -------------------------------------------------- | ------------------ | ----- | ---- | ---------------------------------------- | --------------------------------------------------------- |
| Înfrângere | 47–19 (1)  | Alexander Volkov         | TKO (punches)                             | UFC Fight Night: Overeem vs. Volkov                | 6 februarie 2021   | 2     | 2:06 | Las Vegas, Nevada, United States         |                                                           |
| Victorie   | 47–18 (1)  | Augusto Sakai            | TKO (elbows and punches)                  | UFC Fight Night: Overeem vs. Sakai                 | 5 septembrie 2020  | 5     | 0:26 | Las Vegas, Nevada, United States         |                                                           |
| Victorie   | 46–18 (1)  | Walt Harris              | TKO (punches)                             | UFC on ESPN: Overeem vs. Harris                    | 16 mai 2020        | 2     | 3:00 | Jacksonville, Florida, United States     |                                                           |
| Înfrângere | 45–18 (1)  | Jairzinho Rozenstruik    | KO (punch)                                | UFC on ESPN: Overeem vs. Rozenstruik               | 7 decembrie 2019   | 5     | 4:56 | Washington, D.C., United States          |                                                           |
| Victorie   | 45–17 (1)  | Alexey Oleynik           | TKO (knees and punches)                   | UFC Fight Night: Overeem vs. Oleinik               | 20 aprilie 2019    | 1     | 4:45 | Saint Petersburg, Rusia                  |                                                           |
| Victorie   | 44–17 (1)  | Sergey Pavlovich         | TKO (punches)                             | UFC Fight Night: Blaydes vs. Ngannou 2             | 24 noiembrie 2018  | 1     | 4:21 | Beijing, China                           |                                                           |
| Înfrângere | 43–17 (1)  | Curtis Blaydes           | TKO (elbows)                              | UFC 225                                            | 9 iunie 2018       | 3     | 2:56 | Chicago, Illinois, United States         |                                                           |
| Înfrângere | 43–16 (1)  | Francis Ngannou          | KO (punch)                                | UFC 218                                            | 2 decembrie 2017   | 1     | 1:42 | Detroit, Michigan, United States         |                                                           |
| Victorie   | 43–15 (1)  | Fabrício Werdum          | Decision (majority)                       | UFC 213                                            | 8 iulie 2017       | 3     | 5:00 | Las Vegas, Nevada, United States         |                                                           |
| Victorie   | 42–15 (1)  | Mark Hunt                | KO (knees)                                | UFC 209                                            | 4 martie 2017      | 3     | 1:44 | Las Vegas, Nevada, United States         |                                                           |
| Înfrângere | 41–15 (1)  | Stipe Miocic             | KO (punches)                              | UFC 203                                            | 10 septembrie 2016 | 1     | 4:27 | Cleveland, Ohio, United States           | For the UFC Heavyweight Championship. Fight of the Night. |
| Victorie   | 41–14 (1)  | Andrei Arlovski          | TKO (crane kick and punches)              | UFC Fight Night: Overeem vs. Arlovski              | 8 mai 2016         | 2     | 1:12 | Rotterdam, Netherlands                   | Performance of the Night.                                 |
| Victorie   | 40–14 (1)  | Junior dos Santos        | TKO (punches)                             | UFC on Fox: dos Anjos vs. Cerrone 2                | 19 decembrie 2015  | 2     | 4:43 | Orlando, Florida, United States          |                                                           |
| Victorie   | 39–14 (1)  | Roy Nelson               | Decision (unanimous)                      | UFC 185                                            | 14 martie 2015     | 3     | 5:00 | Dallas, Texas, United States             |                                                           |
| Victorie   | 38–14 (1)  | Stefan Struve            | KO (punches)                              | UFC on Fox: dos Santos vs. Miocic                  | 13 decembrie 2014  | 1     | 4:13 | Phoenix, Arizona, United States          |                                                           |
| Înfrângere | 37–14 (1)  | Ben Rothwell             | TKO (punches)                             | UFC Fight Night: Jacare vs. Mousasi                | 5 septembrie 2014  | 1     | 2:19 | Mashantucket, Connecticut, United States |                                                           |
| Victorie   | 37–13 (1)  | Frank Mir                | Decision (unanimous)                      | UFC 169                                            | 1 februarie 2014   | 3     | 5:00 | Newark, New Jersey, United States        |                                                           |
| Înfrângere | 36–13 (1)  | Travis Browne            | KO (front kick and punches)               | UFC Fight Night: Shogun vs. Sonnen                 | 17 august 2013     | 1     | 4:08 | Boston, Massachusetts, United States     |                                                           |
| Înfrângere | 36–12 (1)  | Antônio Silva            | KO (punches)                              | UFC 156                                            | 2 februarie 2013   | 3     | 0:25 | Las Vegas, Nevada, United States         |                                                           |
| Victorie   | 36–11 (1)  | Brock Lesnar             | TKO (body kick and punches)               | UFC 141                                            | 30 decembrie 2011  | 1     | 2:26 | Las Vegas, Nevada, United States         |                                                           |
| Victorie   | 35–11 (1)  | Fabrício Werdum          | Decision (unanimous)                      | Strikeforce: Overeem vs. Werdum                    | 18 iunie 2011      | 3     | 5:00 | Dallas, Texas, United States             | Strikeforce Heavyweight Grand Prix Quarterfinal.          |
| Victorie   | 34–11 (1)  | Todd Duffee              | KO (punches)                              | Dynamite!! 2010                                    | 31 decembrie 2010  | 1     | 0:19 | Saitama, Japan                           | Won the DREAM Heavyweight Championship.                   |
| Victorie   | 33–11 (1)  | Brett Rogers             | TKO (punches)                             | Strikeforce: Heavy Artillery                       | 15 mai 2010        | 1     | 3:40 | St. Louis, Missouri, United States       | Defended the Strikeforce Heavyweight Championship.        |
| Victorie   | 32–11 (1)  | Kazuyuki Fujita          | KO (knee)                                 | Dynamite!! The Power of Courage 2009               | 31 decembrie 2009  | 1     | 1:15 | Saitama, Japan                           |                                                           |
| Victorie   | 31–11 (1)  | James Thompson           | Submission (guillotine choke)             | Dream 12                                           | 25 octombrie 2009  | 1     | 0:33 | Osaka, Japan                             |                                                           |
| Victorie   | 30–11 (1)  | Tony Sylvester           | Submission (guillotine choke)             | Ultimate Glory 11: A Decade of Fights              | 17 octombrie 2009  | 1     | 1:23 | Amsterdam, Netherlands                   |                                                           |
| Victorie   | 29–11 (1)  | Gary Goodridge           | Submission (americana)                    | Ultimate Glory 10: The Battle of Arnhem            | 09 noiembrie 2008  | 1     | 1:47 | Arnhem, Netherlands                      |                                                           |
| NC         | 28–11 (1)  | Mirko Cro Cop            | NC (knee to the groin)                    | Dream 6: Middleweight Grand Prix 2008 Final Round  | 23 septembrie 2008 | 1     | 6:09 | Saitama, Japan                           | Overeem kneed Cro Cop in the groin twice.                 |
| Victorie   | 28–11      | Mark Hunt                | Submission (americana)                    | Dream 5: Lightweight Grand Prix 2008 Final Round   | 21 iulie 2008      | 1     | 1:11 | Osaka, Japan                             |                                                           |
| Victorie   | 27–11      | Tae Hyun Lee             | KO (punches)                              | Dream 4: Middleweight Grand Prix 2008 Second Round | 15 iunie 2008      | 1     | 0:36 | Yokohama, Japan                          |                                                           |
| Victorie   | 26–11      | Paul Buentello           | Submission (knees to the body)            | Strikeforce: Four Men Enter, One Man Survives      | 16 noiembrie 2007  | 2     | 3:42 | San Jose, California, United States      | Won the inaugural Strikeforce Heavyweight Championship.   |
| Înfrângere | 25–11      | Sergei Kharitonov        | KO (punch)                                | Hero's 10: Middleweight Tournament Final           | 17 septembrie 2007 | 1     | 4:21 | Yokohama, Japan                          |                                                           |
| Victorie   | 25–10      | Michael Knaap            | Submission (Peruvian necktie)             | K-1 World Grand Prix 2007 in Amsterdam             | 23 iunie 2007      | 1     | 3:29 | Amsterdam, Netherlands                   | Return to Heavyweight.                                    |
| Înfrângere | 24–10      | Maurício Rua             | KO (punches)                              | Pride 33                                           | 24 februarie 2007  | 1     | 3:37 | Las Vegas, Nevada, United States         |                                                           |
| Înfrângere | 24–9       | Ricardo Arona            | Submission (punches)                      | Pride Final Conflict Absolute                      | 10 septembrie 2006 | 1     | 4:28 | Saitama, Japan                           |                                                           |
| Înfrângere | 24–8       | Antônio Rogério Nogueira | TKO (corner stoppage)                     | Pride Critical Countdown Absolute                  | 01 iulie 2006      | 2     | 2:13 | Saitama, Japan                           | Return to Light Heavyweight.                              |
| Victorie   | 24–7       | Vitor Belfort            | Decision (unanimous)                      | Strikeforce: Revenge                               | 09 iunie 2006      | 3     | 5:00 | San Jose, California, United States      | Catchweight (210 lbs) bout.                               |
| Înfrângere | 23–7       | Fabrício Werdum          | Submission (kimura)                       | Pride Total Elimination Absolute                   | 05 mai 2006        | 2     | 3:43 | Osaka, Japan                             | PRIDE 2006 Heavyweight Grand Prix Opening Round.          |
| Victorie   | 23–6       | Nikolajus Cilkinas       | Submission (armbar)                       | WCFC: No Guts, No Glory                            | 18 martie 2006     | 1     | 1:42 | Manchester, England                      |                                                           |
| Victorie   | 22–6       | Sergei Kharitonov        | TKO (knees)                               | Pride 31                                           | 26 februarie 2006  | 1     | 5:13 | Saitama, Japan                           | Heavyweight debut.                                        |
| Înfrângere | 21–6       | Maurício Rua             | TKO (punches)                             | Pride Final Conflict 2005                          | 28 august 2005     | 1     | 6:42 | Saitama, Japan                           | PRIDE 2005 Middleweight Grand Prix Semifinal.             |
| Victorie   | 21–5       | Igor Vovchanchyn         | Submission (guillotine choke)             | Pride Critical Countdown 2005                      | 26 iunie 2005      | 1     | 1:20 | Saitama, Japan                           | PRIDE 2005 Middleweight Grand Prix Quarterfinal.          |
| Victorie   | 20–5       | Vitor Belfort            | Submission (guillotine choke)             | Pride Total Elimination 2005                       | 23 aprilie 2005    | 1     | 9:36 | Osaka, Japan                             | PRIDE 2005 Middleweight Grand Prix Opening Round.         |
| Înfrângere | 19–5       | Antônio Rogério Nogueira | Decision (unanimous)                      | Pride 29                                           | 20 februarie 2005  | 3     | 5:00 | Saitama, Japan                           |                                                           |
| Victorie   | 19–4       | Hiromitsu Kanehara       | TKO (doctor stoppage)                     | Pride 28                                           | 31 octombrie 2004  | 2     | 3:52 | Saitama, Japan                           |                                                           |
| Victorie   | 18–4       | Rodney Glunder           | Submission (guillotine choke)             | 2 Hot 2 Handle                                     | 10 octombrie 2004  | 1     | N/A  | Rotterdam, Netherlands                   | Won the 2H2H Light Heavyweight Championship.              |
| Victorie   | 17–4       | Tomohiko Hashimoto       | TKO (knees)                               | Inoki Bom-Ba-Ye 2003                               | 31 decembrie 2003  | 1     | 0:36 | Kobe, Japan                              |                                                           |
| Înfrângere | 16–4       | Chuck Liddell            | KO (punches)                              | Pride Total Elimination 2003                       | 10 august 2003     | 1     | 3:09 | Saitama, Japan                           | PRIDE 2003 Middleweight Grand Prix Quarterfinal.          |
| Victorie   | 16–3       | Mike Bencic              | Submission (knee to the body and punches) | Pride 26                                           | 08 iunie 2003      | 1     | 3:44 | Yokohama, Japan                          |                                                           |
| Victorie   | 15–3       | Aaron Brink              | Submission (guillotine choke)             | 2H2H 6: Simply the Best 6                          | 16 martie 2003     | 1     | 0:53 | Rotterdam, Netherlands                   |                                                           |
| Victorie   | 14–3       | Bazigit Atajev           | TKO (knee to the body)                    | Pride 24                                           | 23 decembrie 2002  | 2     | 4:59 | Fukuoka, Japan                           |                                                           |
| Victorie   | 13–3       | Dave Vader               | TKO (doctor stoppage)                     | 2H2H 5: Simply the Best 5                          | 13 octombrie 2002  | 2     | N/A  | Rotterdam, Netherlands                   | Won the 2H2H Light Heavyweight Tournament.                |
| Victorie   | 12–3       | Moise Rimbon             | Submission (guillotine choke)             | 2H2H 5: Simply the Best 5                          | 13 octombrie 2002  | 1     | 1:03 | Rotterdam, Netherlands                   | 2H2H Light Heavyweight Tournament Semifinal.              |
| Victorie   | 11–3       | Yusuke Imamura           | KO (knee and punches)                     | Pride The Best Vol.2                               | 20 iulie 2002      | 1     | 0:44 | Tokyo, Japan                             |                                                           |
| Victorie   | 10–3       | Vesa Vuori               | TKO (punches)                             | 2 Hot 2 Handle: Germany                            | 26 mai 2002        | 1     | 2:15 | Krefeld, Germany                         |                                                           |
| Victorie   | 9–3        | Sergey Kaznovsky         | Submission (armbar)                       | M-1 MFC: Russia vs. the World 3                    | 26 aprilie 2002    | 1     | 3:37 | Saint Petersburg, Russia                 |                                                           |
| Victorie   | 8–3        | Roman Zentsov            | Submission (americana)                    | 2H2H 4: Simply the Best 4                          | 17 martie 2002     | 1     | 1:26 | Rotterdam, Netherlands                   |                                                           |
| Victorie   | 7–3        | Stanislav Nuschik        | TKO (knees)                               | 2H2H 2: Simply The Best                            | 18 martie 2001     | 1     | 0:53 | Rotterdam, Netherlands                   |                                                           |
| Victorie   | 6–3        | Vladimer Tchanturia      | Submission (rear-naked choke)             | Rings: King of Kings 2000 Final                    | 24 februarie 2001  | 1     | 1:06 | Tokyo, Japan                             |                                                           |
| Victorie   | 5–3        | Peter Verschuren         | Submission (americana)                    | It's Showtime: Christmas Edition                   | 12 decembrie 2000  | 1     | 1:06 | Haarlem, Netherlands                     |                                                           |
| Înfrângere | 4–3        | Bobby Hoffman            | KO (punch)                                | Rings: Millennium Combine 2                        | 15 iunie 2000      | 1     | 9:39 | Tokyo, Japan                             |                                                           |
| Înfrângere | 4–2        | Yuriy Kochkine           | Decision (split)                          | Rings Russia: Russia vs. The World                 | 20 mai 2000        | 2     | 5:00 | Yekaterinburg, Russia                    |                                                           |
| Victorie   | 4–1        | Yasuhito Namekawa        | Submission (armbar)                       | Rings: Millennium Combine 1                        | 20 aprilie 2000    | 1     | 0:45 | Tokyo, Japan                             |                                                           |
| Victorie   | 3–1        | Can Sahinbas             | KO (knee)                                 | 2 Hot 2 Handle 1                                   | 05 martie 2000     | 1     | 2:21 | Rotterdam, Netherlands                   |                                                           |
| Victorie   | 2–1        | Chris Watts              | TKO (knee to the body)                    | Rings Holland: There Can Only Be One Champion      | 06 februarie 2000  | 1     | 3:58 | Utrecht, Netherlands                     |                                                           |
| Înfrângere | 1–1        | Yuriy Kochkine           | Decision (majority)                       | Rings: King of Kings 1999 Block A                  | 28 octombrie 1999  | 2     | 5:00 | Tokyo, Japan                             |                                                           |
| Victorie   | 1–0        | Ricardo Fyeet            | Submission (guillotine choke)             | It's Showtime: It's Showtime                       | 24 octombrie 1999  | 1     | 1:39 | Haarlem, Netherlands                     |                                                           |

## Legături externe
- Official web site Arhivat în 15 aprilie 2019, la Wayback Machine.
- Official UFC Profile
- Rezultate profesioniste în MMA pentru Alistair Overeem la Sherdog
- Personal life documentary
- Profile Arhivat în 29 mai 2019, la Wayback Machine. at Dream ja
- Profile Arhivat în 22 iulie 2012, la Wayback Machine. at Pride